# Carl Fredrik Erdmann
Carl Fredrik Erdmann, född 20 juni 1847 i Stockholm, död 3 mars 1892 i Stockholm, var en svensk konstnär.
Han var son till professorn Axel Joachim Erdmann och Sophia Charlotta Nyström samt från 1888 gift med Maria Cecilia Carlsson. Han var farbror till Axel Erdmann.
Erdmann var elev vid Konstakademien i Stockholm 1883. Han gjorde sig känd som en ypperlig naturtecknare bland annat illustrerade han Wilhelm von Wrights Skandinaviens fiskar 1892–1895.